# Municipio de Elwood (Kansas)
El municipio de Elwood (en inglés: Elwood Township) es un municipio ubicado en el condado de Barber en el estado estadounidense de Kansas. En el año 2010 tenía una población de 241 habitantes y una densidad poblacional de 0,93 personas por km².

## Geografía
El municipio de Elwood se encuentra ubicado en las coordenadas 37°3′52″N 98°42′51″O / 37.06444, -98.71417. Según la Oficina del Censo de los Estados Unidos, el municipio tiene una superficie total de 260.03 km², de la cual 259,57 km² corresponden a tierra firme y (0,18 %) 0,46 km² es agua.

## Demografía
Según el censo de 2010, había 241 personas residiendo en el municipio de Elwood. La densidad de población era de 0,93 hab./km². De los 241 habitantes, el municipio de Elwood estaba compuesto por el 95,44 % blancos, el 0,41 % eran amerindios, el 0,41 % eran asiáticos y el 3,73 % eran de una mezcla de razas. Del total de la población el 1,24 % eran hispanos o latinos de cualquier raza.